# Rajd Nowej Zelandii 2002
Rezultaty Rajdu Nowej Zelandii (32nd Propecia Rally New Zealand), eliminacji Rajdowych Mistrzostw Świata w 2002 roku, który odbył się w dniach 3–5 października. Była to dwunasta runda czempionatu w tamtym roku i szósta szutrowa, a także siódma w Production Cars WRC. Bazą rajdu było miasto Auckland. Zwycięzcami rajdu zostali Finowie Marcus Grönholm i Timo Rautiainen w Peugeocie 206 WRC. Wyprzedzili oni rodaków Harriego Rovanperę i Voitto Silandera także w Peugeocie 206 WRC oraz Tommiego Mäkinena i Kaja Lindströma w Subaru Imprezie WRC. Z kolei w Production Cars WRC zwyciężyli inni Finowie Kristian Sohlberg i Jakke Honkanen, jadący Mitsubishi Lancerem Evo 7.
Rajdu nie ukończyło sześciu kierowców fabrycznych. Kierowca Peugeota 206 WRC Brytyjczyk Richard Burns odpadł na 15. odcinku specjalnym z powodu wypadku. Jego rodak Colin McRae jadący Fordem Focusem WRC zrezygnował z jazdy na 4. oesie po wypadku. Jego partner z zespołu Estończyk Markko Märtin uległ wypadkowi na 14. oesie. Kierowca Mitsubishi Lancera WRC Fin Jani Paasonen odpadł na 11. oesie, również na skutek wypadku. Kierowca Subaru Imprezy WRC Norweg Petter Solberg odpadł na 25. oesie z powodu awarii silnika. Z kolei Szwed Kenneth Eriksson w Škodzie Octavii WRC wypadł z trasy na 2. oesie.

## Klasyfikacja ostateczna
| Miejsce                      | Zawodnik                  | Pilot                     | Samochód                    | Czas                      | Strata                    | Grupa                     | Punkty                    |
| WRC (pierwsza dziesiątka)    | WRC (pierwsza dziesiątka) | WRC (pierwsza dziesiątka) | WRC (pierwsza dziesiątka)   | WRC (pierwsza dziesiątka) | WRC (pierwsza dziesiątka) | WRC (pierwsza dziesiątka) | WRC (pierwsza dziesiątka) |
| ---------------------------- | ------------------------- | ------------------------- | --------------------------- | ------------------------- | ------------------------- | ------------------------- | ------------------------- |
| 1.                           | Marcus Grönholm           | Timo Rautiainen           | Peugeot 206 WRC             | 3:58:45.4                 |                           | A8 M                      | 10                        |
| 2.                           | Harri Rovanperä           | Voitto Silander           | Peugeot 206 WRC             | 4:10:36.5                 | +20.9                     | A8 M                      | 6                         |
| 3.                           | Tommi Mäkinen             | Kaj Lindström             | Subaru Impreza WRC          | 4:03:11.7                 | +4:26.3                   | A8 M                      | 4                         |
| 4.                           | Carlos Sainz              | Luís Moya                 | Ford Focus WRC              | 4:04:34.3                 | +5:48.9                   | A8 M                      | 3                         |
| 5.                           | Juha Kankkunen            | Juha Repo                 | Hyundai Accent WRC          | 4:05:55.6                 | +7:10.2                   | A8 M                      | 2                         |
| 6.                           | Freddy Loix               | Sven Smeets               | Hyundai Accent WRC          | 4:06:37.9                 | +7:52.5                   | A8 M                      | 1                         |
| 7.                           | Gilles Panizzi            | Hervé Panizzi             | Peugeot 206 WRC             | 4:07:09.8                 | +8:24.4                   | A8                        |                           |
| 8.                           | Toni Gardemeister         | Paavo Lukander            | Škoda Octavia WRC           | 4:07:41.5                 | +8:56.1                   | A8 M                      |                           |
| 9.                           | François Delecour         | Daniel Grataloup          | Mitsubishi Lancer WRC       | 4:09:29.0                 | +10:43.6                  | A8 M                      |                           |
| 10.                          | Armin Schwarz             | Manfred Hiemer            | Hyundai Accent WRC          | 4:10:20.2                 | +11:34.8                  | A8 M                      |                           |
| PCWRC (punktujący zawodnicy) |                           |                           |                             |                           |                           |                           |                           |
| 1. (14.)                     | Kristian Sohlberg         | Jakke Honkanen            | Mitsubishi Lancer Evo 7     | 4:18:20.5                 |                           | N4                        | 10                        |
| 2. (15.)                     | Martin Rowe               | Chris Wood                | Mitsubishi Lancer Evo 7     | 4:18:38.8                 | +18.3                     | N4                        | 6                         |
| 3. (18.)                     | Giovanni Manfrinato       | Claudio Condotta          | Mitsubishi Lancer Evo 6     | 4:21:17.7                 | +2:57.2                   | N4                        | 4                         |
| 4. (20.)                     | Alex Fiorio               | Enrico Cantoni            | Mitsubishi Carisma GT Evo 7 | 4:21:36.2                 | +3:15.7                   | N4                        | 3                         |
| 5. (23.)                     | Marcos Ligato             | Ruben Garcia              | Mitsubishi Lancer Evo 7     | 4:22:38.4                 | +4:17.9                   | N4                        | 2                         |
| 6. (38.)                     | Bernt Kollevold           | Ola Fløene                | Mitsubishi Lancer Evo 6     | 4:52:08.3                 | +33:47.8                  | N4                        | 1                         |

1. ↑  Litera M przy oznaczeniu grupy do której należy samochód oznacza, iż tylko ci kierowcy zdobywali punkty dla swoich zespołów liczonych w klasyfikacji producentów na koniec sezonu.

## Zwycięzcy odcinków specjalnych
| Dzień      | Odcinek | G. rozp. | Nazwa           | Długość | Zwycięzca                     | Czas    | Lider rajdu     |
| ---------- | ------- | -------- | --------------- | ------- | ----------------------------- | ------- | --------------- |
| 1 (4 PAŹ)  | SS1     | 08:58    | Te Akau North   | 32.37km | Richard Burns                 | 17:50.4 | Richard Burns   |
| 1 (4 PAŹ)  | SS2     | 11:06    | Maungatawhiri   | 6.52km  | Richard Burns Harri Rovanperä | 3:41.3  | Richard Burns   |
| 1 (4 PAŹ)  | SS3     | 11:29    | Te Papatapu 1   | 16.62km | Richard Burns                 | 11:05.2 | Richard Burns   |
| 1 (4 PAŹ)  | SS4     | 12:02    | Whaanga Coast   | 29.60km | Richard Burns                 | 21:27.0 | Richard Burns   |
| 1 (4 PAŹ)  | SS5     | 13:53    | Te Hutewai      | 11.15km | Jani Paasonen                 | 7:59.8  | Richard Burns   |
| 1 (4 PAŹ)  | SS6     | 14:21    | Te Papatapu 2   | 16.62km | Marcus Grönholm               | 10:37.7 | Richard Burns   |
| 1 (4 PAŹ)  | SS7     | 19:00    | Manukau Super 1 | 2.10km  | Petter Solberg                | 1:21.3  | Richard Burns   |
| 1 (4 PAŹ)  | SS8     | 19:30    | Manukau Super 2 | 2.10km  | Petter Solberg                | 1:20.8  | Richard Burns   |
| 2 (5 PAŹ)  | SS9     | 09:13    | Mititai Finish  | 20.15km | Richard Burns                 | 10:05.2 | Richard Burns   |
| 2 (5 PAŹ)  | SS10    | 09:51    | Tokatoka 1      | 10.15km | Marcus Grönholm               | 5:09.9  | Richard Burns   |
| 2 (5 PAŹ)  | SS11    | 11:01    | Parahi – Ararua | 59.00km | Richard Burns                 | 33:37.7 | Richard Burns   |
| 2 (5 PAŹ)  | SS12    | 14:13    | Batley          | 17.46km | Marcus Grönholm               | 9:36.4  | Richard Burns   |
| 2 (5 PAŹ)  | SS13    | 14:41    | Waipu Gorge     | 11.24km | Richard Burns                 | 6:25.5  | Richard Burns   |
| 2 (5 PAŹ)  | SS14    | 14:59    | Brooks          | 16.03km | Richard Burns                 | 9:37.1  | Richard Burns   |
| 2 (5 PAŹ)  | SS15    | 15:27    | Paparoa Station | 11.64km | Marcus Grönholm               | 6:11.9  | Marcus Grönholm |
| 2 (5 PAŹ)  | SS16    | 17:17    | Cassidy         | 21.64km | Marcus Grönholm               | 12:16.0 | Marcus Grönholm |
| 2 (5 PAŹ)  | SS17    | 18:00    | Mititai         | 26.67km | Marcus Grönholm               | 14:51.4 | Marcus Grönholm |
| 2 (5 PAŹ)  | SS18    | 18:43    | Tokatoka 2      | 10.15km | Marcus Grönholm               | 5:18.4  | Marcus Grönholm |
| 3 (22 WRZ) | SS19    | 08:08    | Otorohea Trig   | 4.62km  | Marcus Grönholm               | 3:05.6  | Marcus Grönholm |
| 3 (22 WRZ) | SS20    | 08:31    | Te Akau South   | 32.43km | Marcus Grönholm               | 18:43.3 | Marcus Grönholm |
| 3 (22 WRZ) | SS21    | 10:49    | Ridge 1         | 8.53km  | Marcus Grönholm               | 4:45.8  | Marcus Grönholm |
| 3 (22 WRZ) | SS22    | 11:05    | Campbell 1      | 7.44km  | Marcus Grönholm               | 3:55.8  | Marcus Grönholm |
| 3 (22 WRZ) | SS23    | 11:23    | Ridge 2         | 8.53km  | Marcus Grönholm               | 4:43.4  | Marcus Grönholm |
| 3 (22 WRZ) | SS24    | 11:39    | Campbell 2      | 7.44km  | Marcus Grönholm               | 3:52.9  | Marcus Grönholm |
| 3 (22 WRZ) | SS25    | 12:22    | Fyfe 1          | 10.60km | Marcus Grönholm               | 5:47.4  | Marcus Grönholm |
| 3 (22 WRZ) | SS26    | 12:52    | Fyfe 2          | 10.60km | Marcus Grönholm               | 5:40.1  | Marcus Grönholm |

## Klasyfikacja po 12 rundach
Tabele przedstawiają tylko pięć pierwszych miejsc.

### Kierowcy
| Lp. | Kierowca        | Pkt |
| --- | --------------- | --- |
| 1   | Marcus Grönholm | 67  |
| 2   | Richard Burns   | 34  |
| 2   | Colin McRae     | 33  |
| 4   | Gilles Panizzi  | 31  |
| 5   | Carlos Sainz    | 29  |

### Producenci
| Lp. | Producent                    | Pkt |
| --- | ---------------------------- | --- |
| 1   | Peugeot Total                | 147 |
| 2   | Ford Rallye Sport            | 89  |
| 3   | 555 Subaru WRT               | 50  |
| 4   | Hyundai Castrol WRT          | 9   |
| 5   | Marlboro Mitsubishi Ralliart | 9   |